# Димковське
Ди́мковське (рос. Дымковское) — село у складі Туринського міського округу Свердловської області.
Населення — 428 осіб (2010, 570 у 2002).
Національний склад населення станом на 2002 рік: росіяни — 97 %.